# Sulcophanaeus faunus
Sulcophanaeus faunus är en skalbaggsart som beskrevs av Fabricius 1775. Sulcophanaeus faunus ingår i släktet Sulcophanaeus och familjen bladhorningar. Inga underarter finns listade i Catalogue of Life.